# Chirale Solvatationsreagenzien
Chirale Solvatationsreagenzien (CSRs) sind Verbindungen, die vor allem in der NMR-Spektroskopie genutzt werden, um Enantiomere zu unterscheiden. Das enantiomerenreine Solvatationsreagenz bildet ein diastereomeres Solvat mit dem Analyten. Diastereomere zeigen, im Gegensatz zu Enantiomeren, unterschiedliche NMR-Resonanzen. CSRs gehören zu den NMR-Shift-Reagenzien.

## Historie
]

(S)-α-Phenylethylamin (1) sowie (R)-2,2,2-Trifluor-1-phenylethanol [(R)-2] und (S)-2,2,2-Trifluor-1-phenylethanol [(S)-2

Die erste Untersuchung zu chiralen Solvatationsreagenzien wurde 1966 von William H. Pirkle durchgeführt. Er entdeckte, dass eine Mischung aus enantiomerenreinem (S)-1-Phenylethylamin (1) und racemischem 2,2,2-Trifluor-1-phenylethanol im 19F-NMR nicht eine, sondern zwei Resonanzen zeigt. Begründet liegt dies darin, dass 1  mit den Enantiomeren (R)-2 und (S)-2 Solvate bildet, die diastereomer zueinander sind. Das Enantiomerenverhältnis von (R)-2:(S)-2 kann durch Integration der Peaks der diastereomeren Solvate bestimmt werden. Aus diesem Verhältnis kann der ee-Wert für 2 berechnet werden. In der Folge dieser Entdeckung wurden weitere CSRs entwickelt, unter anderem 1977 auch Prikles Alkohol.

## Wirkungsweise

Prikles Alkohol

Chirale Solvatationsreagenzien bilden im Gegensatz zu den chiralen Derivatisierungsreagenzien keine kovalente Bindung zum Analyten aus. Stattdessen wird ein Solvat gebildet, welches durch Wasserstoff-Brücken, Dipol-Dipol-Wechselwirkungen, π-π-Wechselwirkungen oder Ionenpaar-Interaktionen stabilisiert wird.

## Arten von Solvatationsreagenzien

Chirales zwitterionisches Imidazolium

- Solvatationsreagenzien mit niedrigem Molekulargewicht, wie Prikles Alkohol
- Solvatationsreagenzien, die einen Ionen-Paar-Effekt ausnutzen[4]
- Molekulare Pinzetten
- Synthetische Makrocyclen
- Cyclodextrine
- Naturstoffe